# Eventi sportivi nel 2019

## Atletica leggera
- 1 - 3 marzo: Campionati europei di atletica leggera indoor 2019,  Glasgow
- 29 marzo: Campionati del mondo di mezza maratona 2019,  Gdynia
- 30 marzo: Campionati del mondo di corsa campestre 2019,  Aarhus
- 21 - 24 aprile: Campionati asiatici di atletica leggera 2019,  Doha
- 11 - 12 maggio: Campionati del mondo di staffetta 2019,  Yokohama
- 25 - 28 giugno: Campionati oceaniani di atletica leggera 2019,  Townsville
- 11 - 14 luglio: Campionati europei under 23 di atletica leggera 2019,  Gävle
- 18 - 21 luglio: Campionati europei under 20 di atletica leggera 2019,  Borås
- 9 - 11 agosto: Campionati europei a squadre di atletica leggera 2019,  Bydgoszcz
- 27 settembre - 6 ottobre: Campionati del mondo di atletica leggera 2019,  Doha
- 1 - 7 novembre: Campionati del mondo di atletica leggera paralimpica 2019,  Dubai
- 15 novembre: Campionati del mondo di corsa in montagna 2019,  Villa La Angostura

## Badminton
- 19 - 25 agosto: Campionati mondiali di badminton 2019,  Basilea

## Bob
- 7 novembre 2018 - 13 gennaio: Coppa Nordamericana di bob 2019
- 6 dicembre 2018 - 26 gennaio: Coppa Europa di bob 2019
- 7 dicembre 2018 - 24 febbraio: Coppa del Mondo di bob 2019
- 12 - 13 gennaio: Campionati europei di bob 2019,  Schönau am Königssee
- 12 e 25 - 26 gennaio: Campionati europei juniores di bob 2019,  Innsbruck /  Sigulda
- 2 - 3 febbraio: Campionati mondiali juniores di bob 2019,  Schönau am Königssee
- 1º - 9 marzo: Campionati mondiali di bob 2019,  Whistler

## Calcio
- 5 gennaio - 1º febbraio: Coppa d'Asia 2019,  Emirati Arabi Uniti
- 3 - 19 maggio: Campionato europeo di calcio Under-17 2019,  Irlanda
- 5 - 17 maggio: Campionato europeo femminile Under 17 di calcio 2019,  Bulgaria
- 23 maggio - 15 giugno: Campionato mondiale di calcio Under-20 2019,  Polonia
- 5 - 9 giugno: UEFA Nations League 2019,  Portogallo
- 7 giugno - 7 luglio: Campionato mondiale femminile di calcio 2019,  Francia
- 14 giugno - 7 luglio: Copa América 2019,  Brasile
- 15 giugno - 7 luglio: CONCACAF Gold Cup 2019,  Costa Rica,  Giamaica e  Stati Uniti
- 21 giugno - 19 luglio: Coppa delle nazioni africane 2019,  Egitto
- 16 - 30 giugno: Campionato europeo di calcio Under-21 2019,  Italia e  San Marino
- 14 - 27 luglio: Campionato europeo di calcio Under-19 2019,  Armenia
- 16 - 28 luglio: Campionato europeo femminile Under 19 di calcio 2019,  Scozia
- 26 ottobre - 17 novembre : Campionato mondiale di calcio Under-17 2019,  Brasile

## Calcio a 5
- 21 agosto 2018 - 17 febbraio 2019: UEFA Women's Futsal Championship 2019,  Portogallo

## Canoa

### Slalom
- 22 - 27 febbraio: Campionati oceaniani di canoa slalom 2019,  Penrith

## Canottaggio
- 31 maggio - 2 giugno: Campionati europei di canottaggio 2019,  Lucerna
- 25 agosto - 1º settembre: Campionati del mondo di canottaggio 2019,  Linz / Ottensheim

## Ciclismo

### Ciclismo su strada
- 15 gennaio - 25 ottobre: UCI World Tour 2019
- 30 gennaio - 20 ottobre: UCI Europe Tour 2019
- 11 maggio - 2 giugno: Giro d'Italia 2019,
- 6-28 luglio: Tour de France 2019,
- 7-11 agosto: Campionati europei di ciclismo su strada 2019  Alkmaar
- 24 agosto-15 settembre: Vuelta a España 2019,
- 21-29 settembre: Campionati del mondo di ciclismo su strada 2019,  Yorkshire
- 23 marzo-12 ottobre: 5 Classiche Monumento  Italia,  Francia e  Belgio

### Ciclismo su pista
- 27 febbraio - 3 marzo: Campionati del mondo di ciclismo su pista 2019,  Pruszków
- 14 - 18 agosto: Campionati del mondo di ciclismo su pista juniors 2019,  Francoforte sull'Oder
- 16 - 20 ottobre: Campionati europei di ciclismo su pista 2019,  Apeldoorn

## Cricket
- 30 maggio: Coppa del Mondo di cricket 2019,

## Curling
- 16 -23 novembre: Campionati europei di curling 2019,  Helsingborg

## Football americano
- Qualificazioni al campionato europeo di football americano Under-19 2019
- 23 luglio - 5 agosto: Campionato mondiale di football americano 2019 (inizialmente rinviato al 2023, poi al 2025)
- 24 luglio - 3 agosto: Campionato europeo di football americano Under-19 2019
- agosto: Campionato europeo di football americano femminile 2019
- settembre - novembre: Qualificazioni al campionato europeo A di football americano 2021
- settembre - novembre: Campionato europeo B di football americano 2019-2021

## Ginnastica

### Ginnastica artistica
- 10 - 14 aprile: VIII Campionati europei individuali di ginnastica artistica,  Stettino
- 27 - 30 giugno: Campionati mondiali juniores di ginnastica artistica 2019,  Győr
- 4 - 13 ottobre: Campionati mondiali di ginnastica artistica 2019,  Stoccarda

### Ginnastica ritmica
- 5 aprile - 8 settembre: Coppa del Mondo di ginnastica ritmica 2019
- 16 - 19 maggio: Campionati europei di ginnastica ritmica 2019,  Baku
- 19 - 21 luglio: Campionati mondiali juniores di ginnastica ritmica 2019,  Mosca
- 16 - 22 settembre: Campionati mondiali di ginnastica ritmica 2019,  Baku

### Trampolino elastico
- 28 novembre - 1º dicembre: Campionati mondiali di trampolino elastico 2019,  Tokyo

## Hockey su ghiaccio
- 4 - 14 aprile: Campionato mondiale di hockey su ghiaccio femminile 2019,  Espoo
- 10 - 26 maggio: Campionato mondiale di hockey su ghiaccio 2019,  Bratislava / Košice

## Hockey su pista
- 7 - 14 luglio: Campionato mondiale maschile di hockey su pista Barcellona 2019,  Barcellona

## Hockey su prato
- 16 - 25 agosto: Campionato europeo di hockey su prato maschile 2019,  Anversa
- 16 - 25 agosto: Campionato europeo di hockey su prato femminile 2019,  Anversa

## Judo
- 20 - 23 aprile: Campionati asiatico-pacifici di judo 2019,  Fujaira
- 25 - 28 aprile: Campionati africani di judo 2019,  Città del Capo
- 25 agosto - 1º settembre: Campionati mondiali di judo 2019,  Tokyo

## Karate
- 28 - 31 marzo: Campionati europei di karate 2019,  Guadalajara

## Lotta
- 8 - 14 aprile: Campionati europei di lotta 2019,  Bucarest
- 23 - 28 aprile: Campionati asiatici di lotta 2019,  Xi'an
- 14 - 22 settembre: Campionati mondiali di lotta 2019,  Nur-Sultan

## Nuoto
- 3 - 7 luglio: Campionati europei giovanili di nuoto 2019,  Kazan'
- 12 - 28 luglio: Campionati mondiali di nuoto 2019,  Gwangju
- 20 - 25 agosto: Campionati mondiali giovanili di nuoto 2019,  Budapest
- 4 - 8 dicembre: Campionati europei di nuoto in vasca corta 2019,  Glasgow

## Pallacanestro
- 27 giugno - 7 luglio: Campionato europeo femminile di pallacanestro 2019,  Lettonia e  Serbia
- 31 agosto - 15 settembre: Campionato mondiale maschile di pallacanestro 2019,  Cina
- 22 - 29 settembre: Campionato americano femminile di pallacanestro 2019
- 22 - 29 settembre: Campionato asiatico femminile di pallacanestro 2019

## Pallamano
- 9 - 27 gennaio: Campionato mondiale maschile di pallamano 2019,  Germania e  Danimarca
- 30 novembre - 15 dicembre: Campionato mondiale femminile di pallamano 2019,  Giappone

## Pallavolo
- 21 maggio - 7 luglio: Volleyball Nations League femminile 2019
- 31 maggio - 14 luglio: Volleyball Nations League maschile 2019
- 9 - 14 luglio: Campionato africano femminile di pallavolo 2019,  Il Cairo
- 12 - 21 luglio: Campionato mondiale femminile under 20 di pallavolo 2019,  Aguascalientes e León
- 21 - 28 luglio: Campionato africano maschile di pallavolo 2019,  Tunisi
- 23 agosto - 8 settembre: Campionato europeo femminile di pallavolo 2019,  Polonia,  Slovacchia,  Turchia e  Ungheria
- 2 - 7 settembre: Campionato nordamericano maschile di pallavolo 2019,  Winnipeg
- 13 - 29 settembre: Campionato europeo maschile di pallavolo 2019,  Belgio,  Francia,  Paesi Bassi e  Slovenia
- 14 - 19 settembre: Coppa del Mondo femminile di pallavolo 2019,  Giappone
- 1° - 15 ottobre: Coppa del Mondo maschile di pallavolo 2019,  Giappone

## Pattinaggio

### Pattinaggio di figura
- 21 - 27 gennaio: Campionati europei di pattinaggio di figura 2019,  Minsk
- 7 - 10 febbraio: Campionati dei Quattro continenti di pattinaggio di figura 2019,  Anaheim
- 20 - 24 marzo: Campionati mondiali di pattinaggio di figura 2019,  Saitama

### Pattinaggio di velocità
- 11 - 13 gennaio: Campionati europei di pattinaggio di velocità 2019,  Collalbo
- 7 - 10 febbraio: Campionati mondiali di pattinaggio di velocità su distanza singola 2019,  Inzell
- 23 - 24 febbraio: Campionati mondiali di pattinaggio di velocità sprint 2019,  Heerenveen
- 2 - 3 marzo: Campionati mondiali completi di pattinaggio di velocità 2019,  Calgary

### Short track
- 11 - 13 gennaio: Campionati europei di short track 2019,  Dordrecht
- 8 - 10 marzo: Campionati mondiali di short track 2019,  Sofia

## Pentathlon moderno
- 2 - 9 settembre: Campionato mondiale di pentathlon moderno 2019,  Budapest

## Pugilato
- 17 - 27 aprile: Campionati asiatici di pugilato dilettanti 2019,  Bangkok
- 1º giugno: Anthony Joshua vs. Andy Ruiz Jr.,  New York
- 24 - 31 agosto: Campionati europei di pugilato dilettanti femminili 2019,  Alcobendas
- 3 - 13 ottobre: Campionati mondiali di pugilato dilettanti femminile 2019,  Ulan-Udė

## Rugby a 15
- 1º febbraio - 16 marzo: Sei Nazioni 2019
- 1º febbraio - 17 marzo: Sei Nazioni femminile 2019
- 10 maggio: Finale European Rugby Challenge Cup 2018-2019,  Newcastle upon Tyne
- 11 maggio: Finale European Rugby Champions Cup 2018-2019,  Newcastle upon Tyne
- 20 luglio - 10 agosto: The Rugby Championship 2019
- 20 settembre - 2 novembre: Coppa del Mondo di rugby 2019,  Giappone

## Scherma
- 1 - 3 febbraio: Campionati del mediterraneo di scherma, Cagliari,  Italia
- 22 - 26 febbraio: Europei cadetti di scherma, Foggia,  Italia
- 27 febbraio - 3 marzo: Europei juniores di scherma, Foggia,  Italia
- 6 - 14 aprile: Mondiali cadetti di scherma, Toruń,  Polonia
- 6 - 14 aprile: Mondiali juniores di scherma, Toruń,  Polonia
- 29 maggio - 2 giugno: Europei under-23 di scherma, Plovdiv,  Bulgaria
- 7 - 9 giugno: Campionati italiani di scherma, Palermo,  Italia
- 17 - 22 giugno: Europei di scherma, Düsseldorf,  Germania
- 21 - 25 giugno: Campionati africani di scherma 2019,  Bamako
- 24 - 30 giugno: Campionati panamericani di scherma 2019,  Toronto
- 4 - 9 luglio: Giochi mondiali universitari di scherma, Napoli,  Italia
- 15 - 23 luglio: Mondiali di scherma, Budapest,  Ungheria
- 19 - 24 ottobre: Giochi mondiali militari di scherma, Wuhan,  Cina
- 9 novembre 2018 - 14 luglio 2019: Coppa del Mondo di scherma 2019

## Sci

### Biathlon
- 2 dicembre 2018 - 24 marzo: Coppa del Mondo di biathlon 2019
- 26 gennaio - 3 febbraio: Campionati mondiali juniores di biathlon 2019,  Osrblie
- 20 - 24 febbraio: Campionati europei di biathlon 2019,  Minsk
- 7 - 17 marzo: Campionati mondiali di biathlon 2019,  Östersund

### Combinata nordica
- 24 novembre 2018 - 17 marzo: Coppa del Mondo di combinata nordica 2019

### Freestyle
- 1º - 9 febbraio: Campionati mondiali di freestyle 2019,  Deer Valley / Park City

### Salto con gli sci
- 17 novembre 2018 - 24 marzo: Coppa del Mondo di salto con gli sci 2019

### Sci alpino
- 27 ottobre 2018 - 17 marzo: Coppa del Mondo di sci alpino 2019
- 29 novembre 2018 - 17 marzo: Coppa Europa di sci alpino 2019
- 4 - 17 febbraio: Campionati mondiali di sci alpino 2019,  Åre
- 18 - 27 febbraio: Campionati mondiali juniores di sci alpino 2019,  Val di Fassa

### Sci nordico
- 24 novembre 2018 - 24 marzo: Coppa del Mondo di sci di fondo 2019
- 29 dicembre 2018 - 6 gennaio: Tour de Ski 2018-2019
- 20 febbraio - 3 marzo: Campionati mondiali di sci nordico 2019,  Seefeld in Tirol

## Skeleton
- 7 novembre 2018 - 11 gennaio: Coppa Nordamericana di skeleton 2019
- 15 novembre 2018 - 25 gennaio: Coppa Intercontinentale di skeleton 2019
- 16 novembre 2018 - 26 gennaio: Coppa Europa di skeleton 2019
- 8 dicembre 2018 - 24 febbraio: Coppa del Mondo di skeleton 2019
- 18 gennaio: Campionati europei di skeleton 2019,  Innsbruck
- 26 gennaio: Campionati europei juniores di skeleton 2019,  Sigulda
- 2-3 febbraio: Campionati mondiali juniores di skeleton 2019,  Schönau am Königssee
- 7-8 marzo: Campionati mondiali di skeleton 2019,  Whistler

## Slittino
- 24 novembre 2018 - 24 febbraio: Coppa del Mondo di slittino 2019
- 5 dicembre 2018 - 16 gennaio: Coppa del Mondo juniores di slittino 2019
- 15 - 16 dicembre 2018[1]: Campionati pacifico-americani di slittino 2019,  Lake Placid
- 17-19 gennaio: Campionati europei juniores di slittino 2019,  Sankt Moritz
- 25-27 gennaio: Campionati mondiali di slittino 2019,  Winterberg
- 1º-2 febbraio: Campionati mondiali juniores di slittino 2019,  Innsbruck
- 9-10 febbraio: Campionati europei di slittino 2019,  Oberhof

## Snowboard
- 31 gennaio - 10 febbraio: Campionati mondiali di snowboard 2019,  Deer Valley / Park City

## Sollevamento pesi
- 6 -13 aprile: Campionati europei di sollevamento pesi 2019,  Batumi
- 18 - 27 settembre: Campionati mondiali di sollevamento pesi 2019,  Pattaya

## Sport motoristici

### Automobilismo
- 5 maggio 2018 - 16 giugno: Campionato del mondo endurance 2018-2019
- 15 dicembre 2018 - 14 luglio: Campionato di Formula E 2018-2019
- 22 gennaio - 17 novembre: Campionato del mondo rally 2019
- 17 marzo - 1º dicembre: Campionato mondiale di Formula 1 2019
- 30 marzo - 1º dicembre: Campionato FIA di Formula 2 2019
- 5 aprile - 15 dicembre: WTCR 2019
- 27 aprile - 13 ottobre: Euroformula Open 2019
- 11 maggio - 19 settembre: Campionato FIA di Formula 3 2019

### Motociclismo
- 23 febbraio – 26 ottobre: Campionato mondiale Superbike 2019
- 24 febbraio – 26 ottobre: Campionato mondiale Supersport 2019
- 3 marzo – 15 settembre: Campionato mondiale di motocross 2019
- 10 marzo – 17 novembre: Motomondiale 2019

### Automobilismo e motociclismo
- 6 - 17 gennaio: Rally Dakar 2019,  Perù

## Taekwondo
- 15 - 19 maggio: Campionati mondiali di taekwondo 2019,  Manchester

## Tennis
- 14 - 27 gennaio: Australian Open 2019,  Melbourne
- 26 maggio - 9 giugno: Open di Francia 2019,  Parigi
- 1º - 14 luglio: Torneo di Wimbledon 2019,  Londra
- 26 agosto - 8 settembre: US Open 2019,  New York

## Tennistavolo
- 21 - 28 aprile: Campionati mondiali di tennistavolo 2019,  Budapest
- 3 - 8 settembre: Campionati europei di tennistavolo 2019,  Nantes

## Triathlon
- 3 marzo: Campionati oceaniani di triathlon sprint del 2019,  Devonport

## Tuffi
- 5 - 11 agosto: Campionati europei di tuffi 2019,  Kiev

## Windsurf
- 7 - 14 aprile: Campionati europei di windsurf 2019,  Palma di Maiorca

## Manifestazioni multisportive
- 9 - 16 febbraio: XIV Festival olimpico invernale della gioventù europea,  Sarajevo e Sarajevo Est
- 2 - 12 marzo: XXIX Universiade invernale,  Krasnojarsk
- 27 maggio - 1º giugno: XVIII Giochi dei piccoli stati d'Europa,  Budua
- 21 - 30 giugno: II Giochi europei,  Minsk
- 3 - 14 luglio: XXX Universiade,  Napoli
- 7 - 20 luglio: Giochi del Pacifico 2019,  Apia
- 21 - 27 luglio: XV Festival olimpico estivo della gioventù europea,  Baku
- 26 luglio - 11 agosto: XVIII Giochi panamericani,  Lima
- 23 agosto - 3 settembre: XII Giochi panafricani,  Rabat
- 12 - 16 ottobre: Giochi mondiali sulla spiaggia 2019,  Doha
- 30 novembre - 11 dicembre: XXX Giochi del Sud-est asiatico,  Filippine